# Pearl Mackie
Pearl Mackie (Londres, 29 de maio de 1987)  é uma atriz, dançarina e cantora britânica. Ela foi nomeada em 23 de abril de 2016 como sendo a escolhida pela BBC para interpretar a próxima companheira do Doutor, Bill Potts, na série televisiva de ficção científica Doctor Who. Mackie é graduada pela Bristol Old Vic Theatre School, e em 2014 interpretou Anne-Marie Frasier em Doctors.

## Vida e carreira
Mackie cresceu em Brixton, no sul de Londres. Ela se formou em Drama pela Universidade de Bristol, e fala francês e espanhol. Durante seus estudos ela foi para oficinas e participou em muitas peças extracurriculares. Em 2010 ela se formou pela Bristol Old Vic Theatre school. No mesmo ano Mackie foi nomeada, juntamente com Roddy Peters para o Prêmio Carleton Hobbs da BBC para melhores bilíngues na peça Noughts & Crosses. Ao lado de Martin Freeman, Maxine Peake, Morwenna Banks e Matt Berry, Mackie apareceu em 2013 na comédia musical Svengali. Em 2014 Mackie interpretou Anne-Marie Frasier em Doctors. No mesmo ano, ela interpretou a jovem gênia da computação Mia em Crystal Springs, no Park Theatre, em Londres. Ela também pôde ser vista na sátira política Obama-ology no teatro Finborough em Londres. Ela interpretou Cece e Caits, duas jovens encontrando a sua voz. Em 2015 atuou na peça The Curious Incident of the Dog in the Night-Time, no Royal National Theatre. Em 2016, foi anunciado que Mackie iria interpretar Bill Potts, a nova companheira do Doutor na série de televisão britânica Doctor Who.

## Filmografia

### Filmes
| Ano  | Título   | Papel         | Notas          |
| ---- | -------- | ------------- | -------------- |
| 2013 | Svengali | Garota F.O.H. |                |
| 2015 | Date Aid | Sarah         | Curta-metragem |

### Televisão
| Ano         | Título     | Papel              | Notas                                        |
| ----------- | ---------- | ------------------ | -------------------------------------------- |
| 2014        | Doctors    | Anne-Marie Frasier | Temporada 15, Episódio 195: "Love Is Blind". |
| 2016 - 2017 | Doctor Who | Bill Potts         | Principal; 10ª temporada                     |

### Vídeos musicais
| Ano  | Artista       | Título | Papel            |
| ---- | ------------- | ------ | ---------------- |
| 2014 | Years & Years | "Real" | Cliente no clube |